# Frieda von Gregurich
Frieda von Gregurich (fl. XX secolo) è stata una schermitrice austriaca, vincitrice di due medaglie d'argento e due di bronzo ai Campionati Internazionali di scherma.